# Santa Eulàlia d'Erill la Vall
Santa Eulàlia d'Erill la Vall és l'església parroquial d'Erill la Vall, dins del terme municipal de la Vall de Boí, a l'Alta Ribagorça.
És d'estil romànic, i està datada als segles XI-XII. Forma part del conjunt d'esglésies romàniques de la Vall de Boí que van ser declarades Patrimoni de la Humanitat per la UNESCO el 30 de novembre del 2000.

## Història
Com la resta d'església de la Vall de Boí, la de Santa Eulàlia d'Erill la Vall fou objecte de la venda i bescanvi l'any 1064 pels comtes de Pallars Sobirà, Artau I i la seva muller Llúcia de la Marca, als comtes de Pallars Jussà, Ramon V i la seva dona Valença de Tost, juntament amb el castell d'Erill i altres possessions.
El 1266 Santa Eulàlia d'Erill la Vall fou donada al monestir de Santa Maria de Lavaix, i esdevingué parròquia monàstica, característica que conservà fins a l'extinció del monestir de Lavaix, a mitjans del segle xix. Tanmateix, no va perdre el règim especial que tenien les esglésies de la Vall de Boí dins del bisbat d'Urgell.

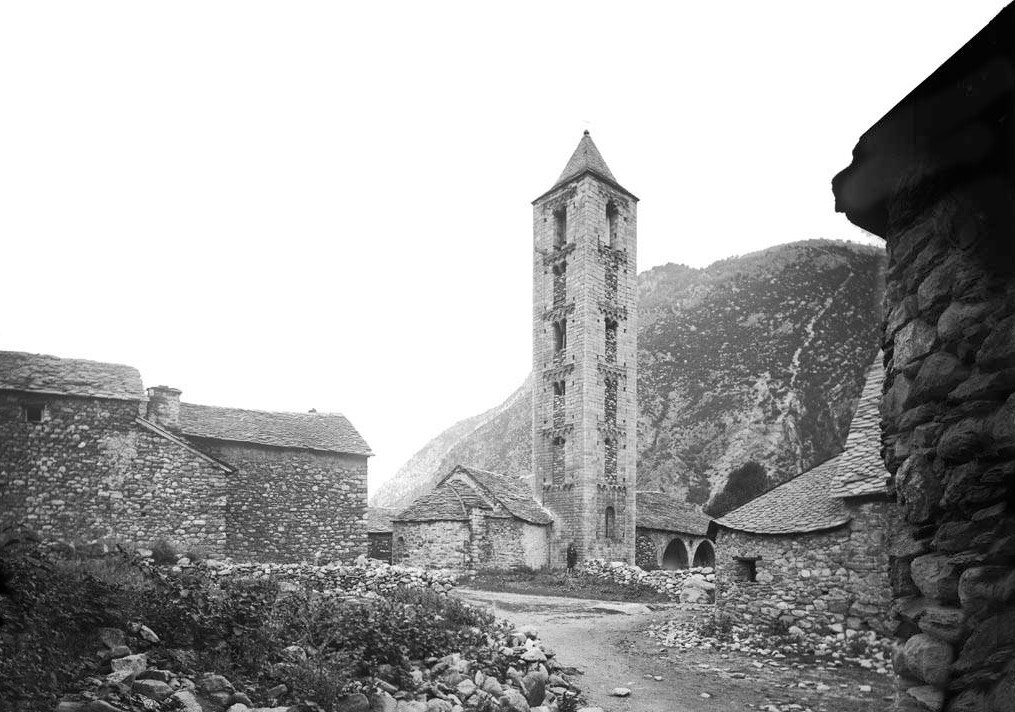
Any 1891

El 5 de setembre de 1907 va ser un dels llocs per on va passar la Missió arqueològico-jurídica a la ratlla d'Aragó, organitzada per l'IEC amb la missió de protegir el patrimoni artístic català. L'equip estava format per Josep Puig i Cadafalch, Guillem Marià Brocà, Josep Gudiol, Josep M.Goday i Adolf Mas. Van catalogar el Davallament d'Erill la Vall (s. xiii), que representa a Jesús, Nicodem, dos lladres, Sant Josep i Sant Joan i actualment es troba conservat entre el MNAC i el Museu Episcopal de Vic.
Fou declarada monument historicoartístic el 1962, i el 1994 fou objecte d'excavacions, restauració i consolidació. Finalment, com ha quedat dit anteriorment, fou declarada Patrimoni de la Humanitat, conjuntament amb les altres esglésies romàniques de la vall.

## Descripció

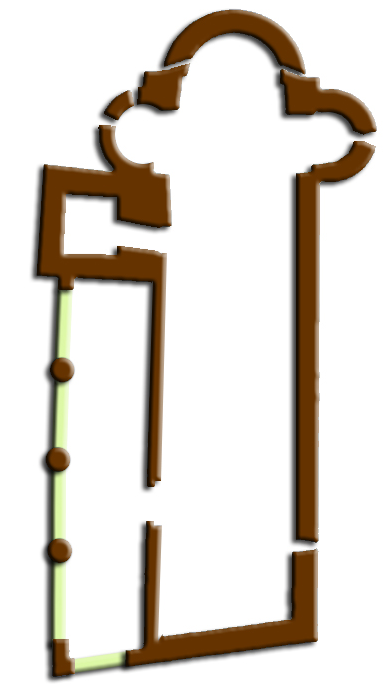
Planta

És una església d'una sola nau, amb capçalera trilobulada, amb la qual cosa les dues absidioles laterals formen, amb la nau i l'absis principal, una planta de creu llatina. Havia estat coberta originàriament amb coberta a doble vessant. Al s.XII es va afegir la volta de canó, sostinguda per semipilars i semicolumnes, posteriorment es va esfondrar i no va ser refeta, mantenint-se la coberta de fusta. El mur meridional, que devia caure juntament amb la nau, conserva traces testimonials de la primera construcció, l'ensulsiada i la reconstrucció encara en època medieval.
Els absis també varen ser afectats amb el pas del temps, així com altres elements de l'església original: al s.XVI es va construir un retaule encaixat a l'absis central, es va afegir el cor i una part del porxo fou convertit en capella, de primer, i en cambra dels mals endreços després. Fou allí on aparegueren les figures del davallament. L'absis central es va desmuntar entre 1907 i 1911 per edificar la sagristia
Entre 1994 i 1998 es van dur a terme l'excavació arqueològica i la restauració de l'església.
El campanar és el més bonic de la vall, per l'harmonia de les seves sis plantes. Cada pis té arcuacions cegues i fris de serra de dents, i totes estan dotades de finestres geminades, de manera que segueix la mateixa proporció en tota la seva alçada.

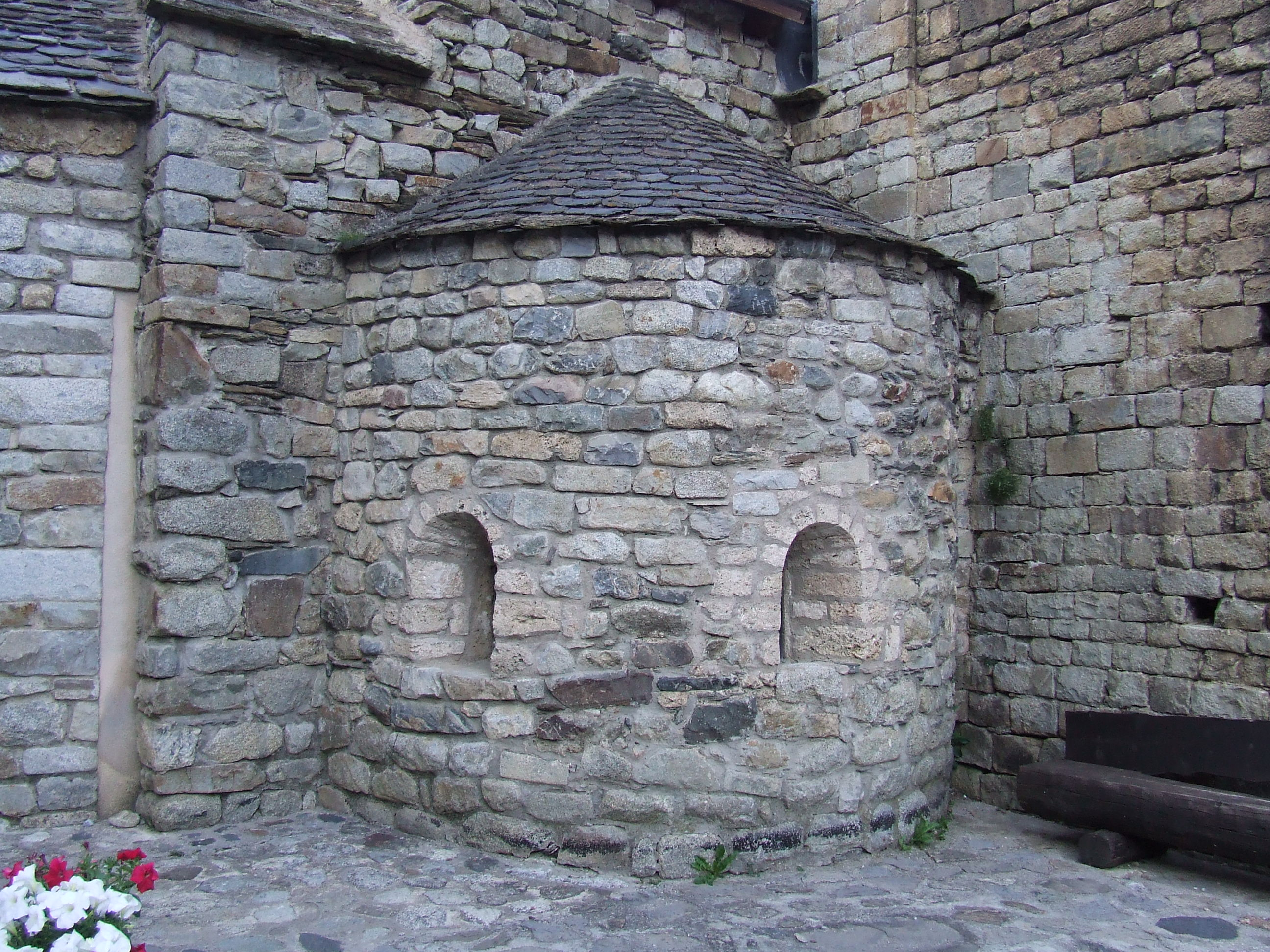
L'absis nord, únic que no ha estat refet
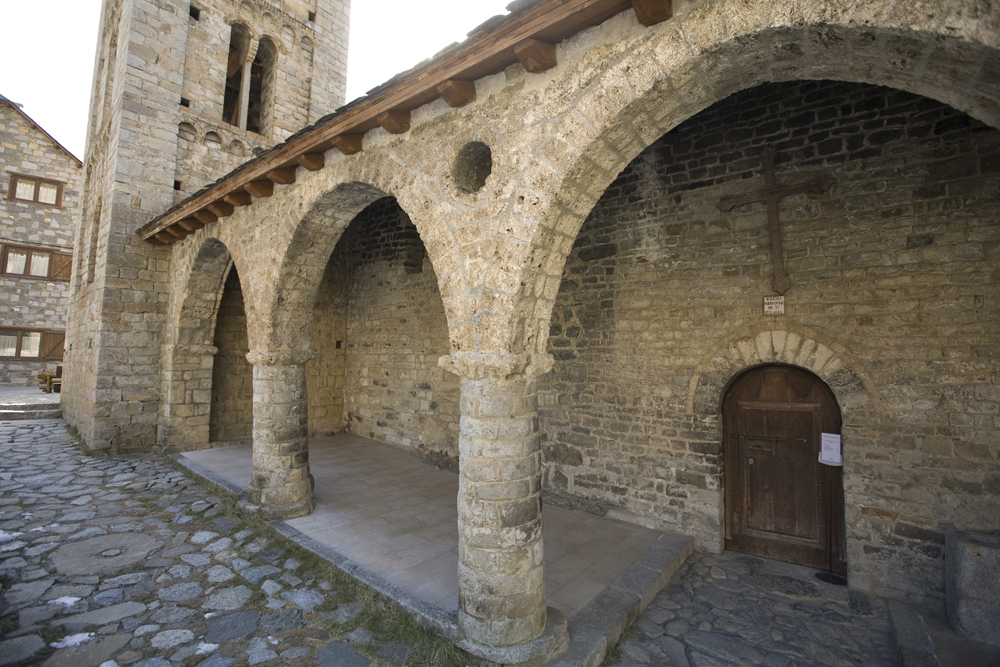
Porxo
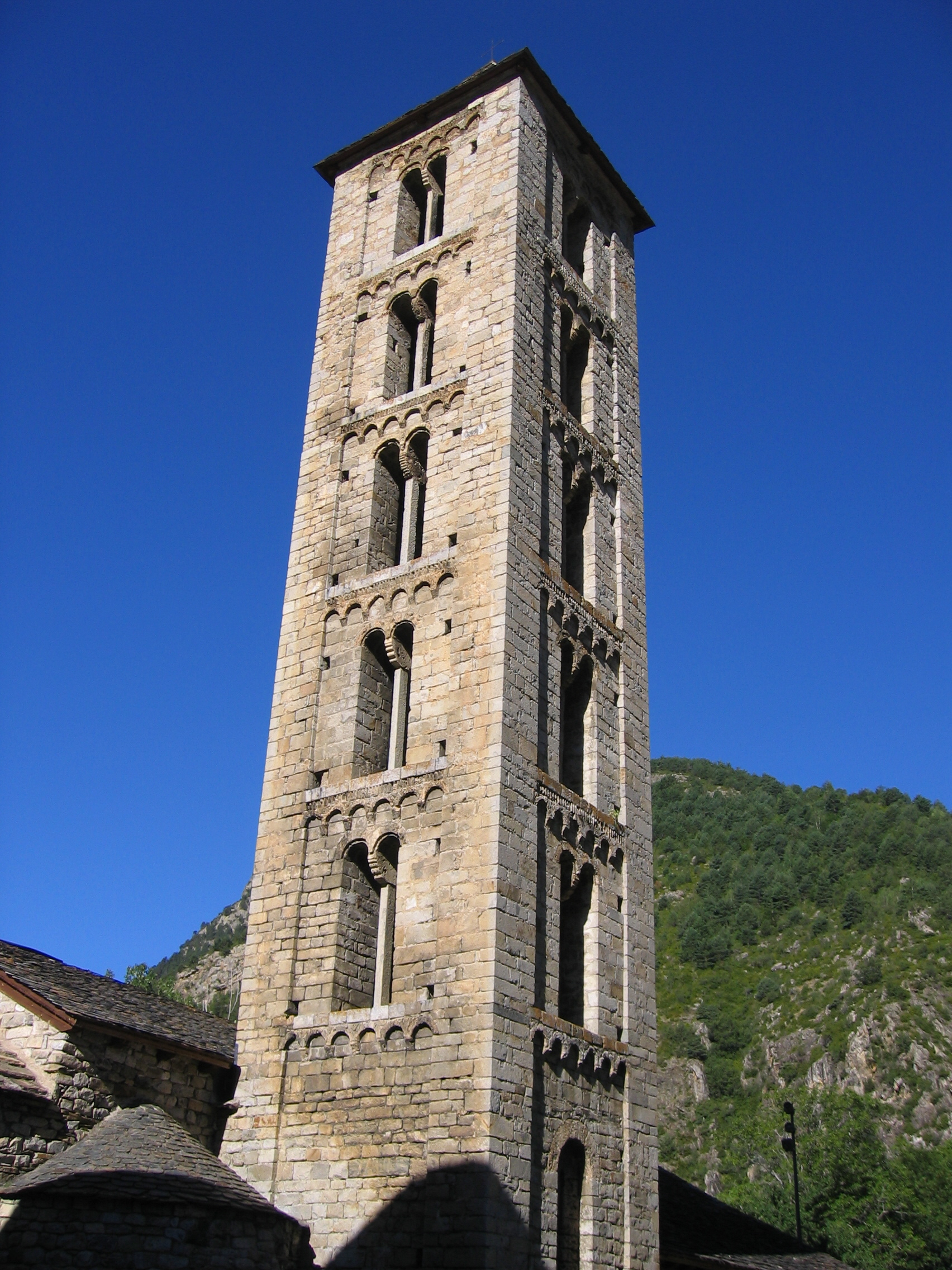
Campanar

Sobre l'altar actualment hi ha el conjunt escultòric de fusta del Davallament d'Erill, les imatges originals del qual són al Museu Episcopal de Vic i al Museu Nacional d'Art de Catalunya. És complet, amb els set personatges tradicionals: Jesucrist al centre, amb els dos lladres també crucificats dalt de sengles creus a cada extrem, la Mare de Déu plorosa, Nicodem, que amb unes tenalles arrenca els claus amb què era clavat Jesucrist a la creu i, alhora, el sosté perquè no caigui, Josep d'Arimatea i Sant Joan Evangelista, fent parella amb la Mare de Déu, situada simètricament amb ell (és el model romà d'Orient de davallament). Sant Joan i la Mare de Déu es conserven a l'àmbit vuitè del MNAC; la resta de personatges, a Vic.
És un dels dos davallaments conservats quasi del tot sencers a Catalunya. L'altre és el de Sant Joan de les Abadesses. A Durro conserven també el Nicodem d'un altre davallament.

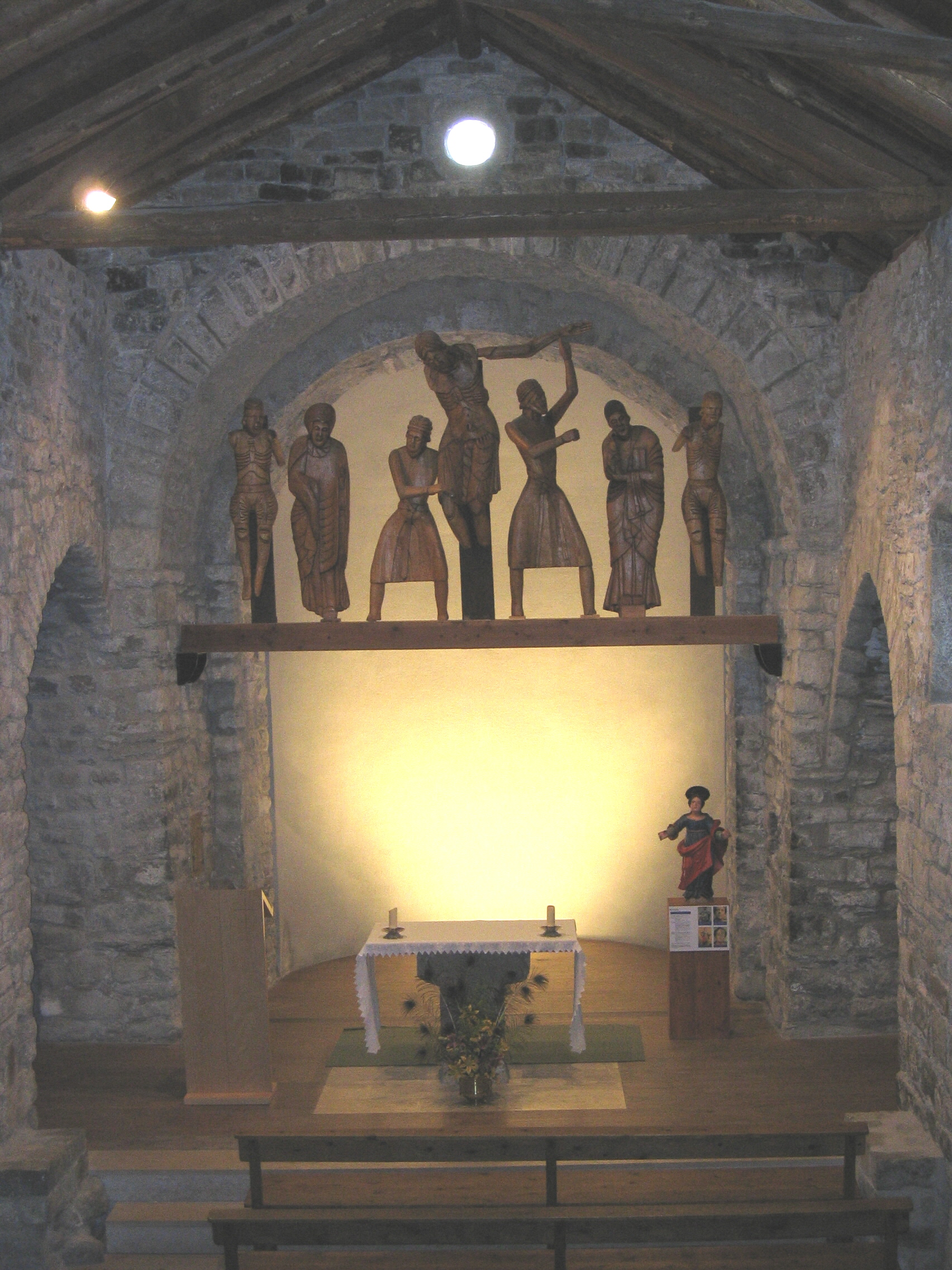
Nau central amb el davallament a l'arc presbiteral
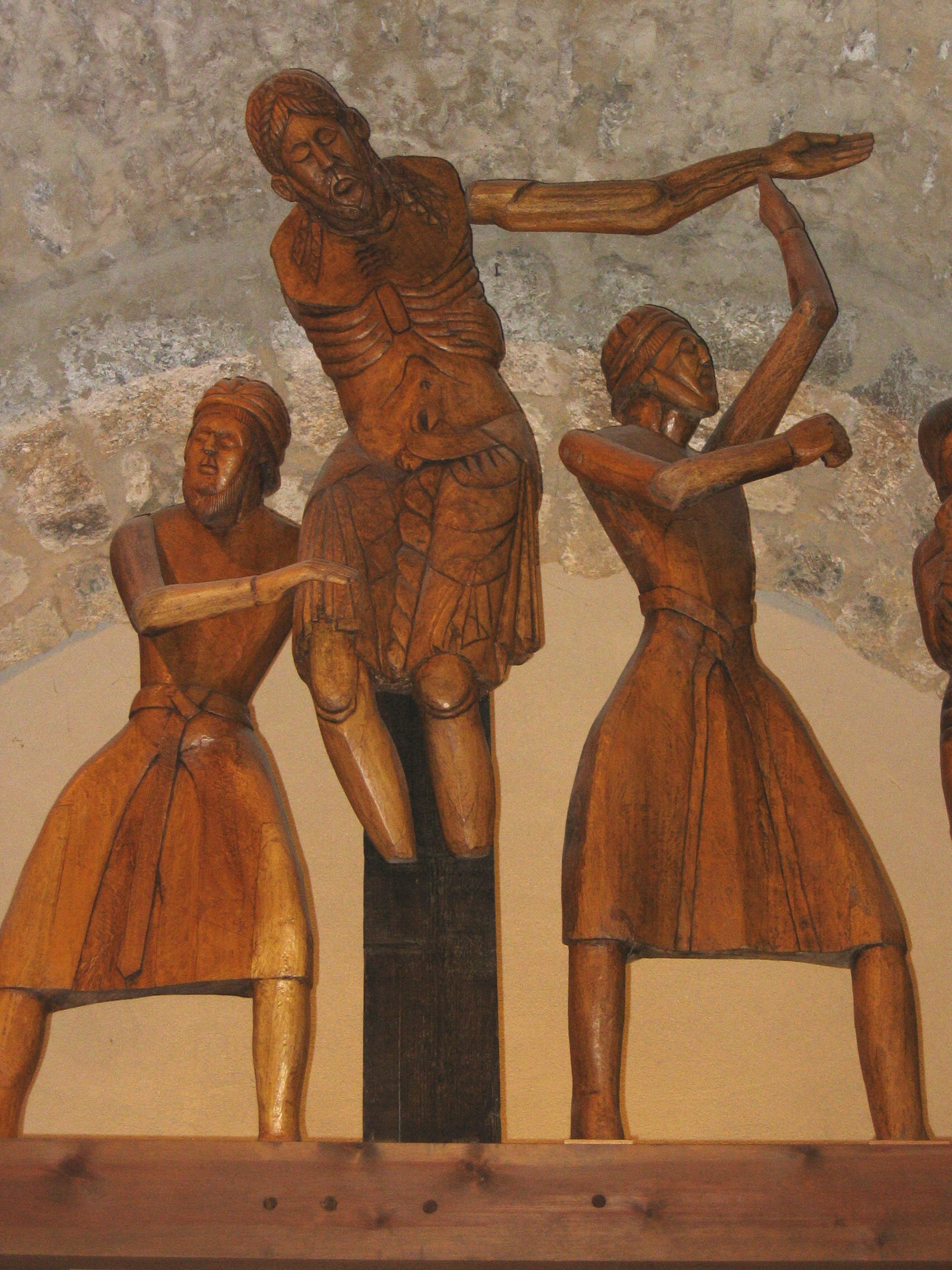
Detall de la part central del davallament
Imatge originals de la Mare de Déu conservats al Museu Nacional d'Art de Catalunya
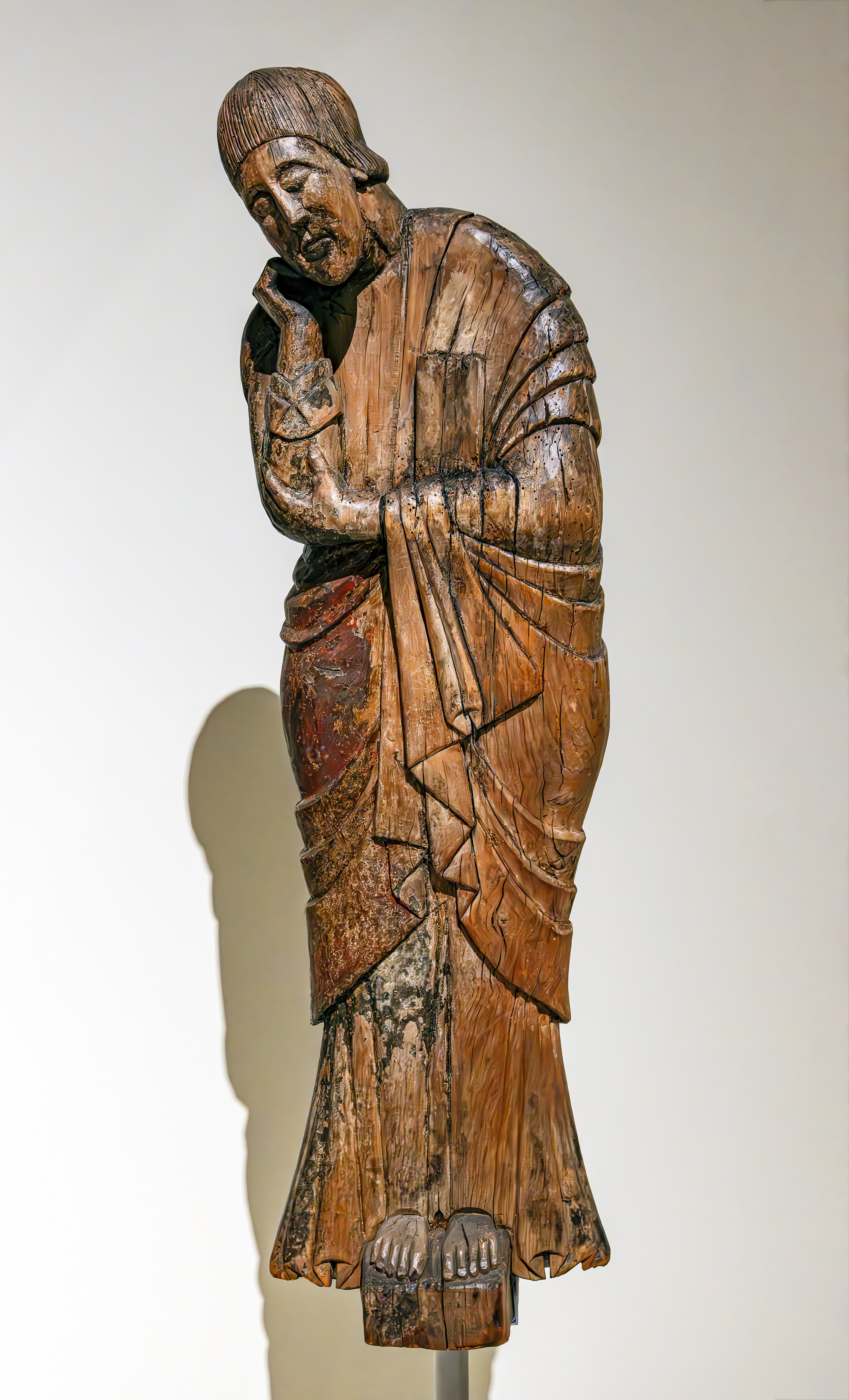
Imatge originals Sant Joan Museu Nacional d'Art de Catalunya

En canvi, aquesta església no conserva pintures murals romàniques, com les altres més properes: Sant Joan de Boí, Santa Maria de Taüll o Sant Climent de Taüll; una de les possibles explicacions a aquest fet seria que desapareguessin a causa de l'esfondrament, encara en època romànica, de l'església, i la seva posterior refacció.